# Periegops keani
Espèce
Periegops keani est une espèce d'araignées aranéomorphes de la famille des Periegopidae.

## Distribution
Cette espèce est endémique de Nouvelle-Zélande. Elle se rencontre dans les îles Alderman et au Cap Est.

## Description
Le mâle holotype mesure 10,03 mm.

## Systématique et taxinomie
Cette espèce a été décrite par Vink, Dupérré et Malumbres-Olarte en 2013.

## Étymologie
Cette espèce est nommée en l'honneur de John Michael Kean.

## Publication originale
- Vink, Dupérré & Malumbres-Olarte, 2013 : « Periegopidae (Arachnida: Araneae). » Fauna of New Zealand, vol. 70, p. 1-41 (texte intégral).